# Cyclaspis reticulata
Cyclaspis reticulata is een zeekommasoort uit de familie van de Bodotriidae. De wetenschappelijke naam van de soort is voor het eerst geldig gepubliceerd in 1985 door Roccatagliata.